# Johann Karl Friedrich Ludwig von Stockhausen
Johann Karl Friedrich Ludwig von Stockhausen (* 19. April 1775 in Homburg vor der Höhe; † 4. Juli 1843 in Neudeck) war ein preußischer Generalleutnant und Hofmarschall des Prinzen Albrecht von Preußen.

## Leben

### Herkunft
Seine Eltern waren der Generalmajor Johann Friedrich Gustav von Stockhausen (1734–1803) aus dem niedersächsischen Adelsgeschlecht Stockhausen und dessen Ehefrau Luise Henriette Friederike, geborene von Ziegler (1759–1814).

### Militärkarriere
Stockhausen kam am 25. Mai 1790 als Fähnrich in das Infanterieregiment „von Schönfeld“ der Preußischen Armee und avancierte am 20. Oktober 1792 zum Sekondeleutnant. Während des Ersten Koalitionskrieges kämpfte er bei den Belagerungen von Mainz, Longwy, Landau und Verdun sowie der Schlacht bei Kaiserslautern. Für das Gefecht bei Frankenthal erhielt Stockhausen am 22. Juni 1794 den Orden Pour le Mérite.
Nach dem Krieg wurde er am 8. Oktober 1797 zum Premierleutnant befördert und stieg am 30. März 1803 zum Stabskapitän auf. Im Vierten Koalitionskrieg wurde Stockhausen 1806 nach der Kapitulation des Korps „Blücher“ bei Lübeck inaktiv gestellt. Nach dem Krieg erhielt er am 21. September 1807 seinen Abschied als Major. Angebote in die Westphälische Armee zu gehen lehnte Stockhausen ab. Er zog nach Heidelberg, wo er aber schwer erkrankte.
In Folge der Krankheit konnte Stockhausen erst am 17. November 1813 wieder eine Verwendung in der Armee finden. Er wurde während der Befreiungskriege zunächst dem 10. Reserve-Infanterie-Regiment (Nr. 22) aggregiert und kämpfte bei der Blockade von Erfurt sowie den Schlachten bei Laon und Paris, ferner bei den Gefechten bei La Chaussee, Chalons und Chateau-Thierry. In der Zeit wurde er am 21. August 1814 in das 10. Reserve-Infanterie-Regiment (Nr. 22) einrangiert und am 1. November 1814 zum Bataillonskommandeur ernannt. Ferner erhielt Stockhausen für Chalons das Eiserne Kreuz II. Klasse und für Chateau-Thierry am 1. Januar 1815 das Kreuz I. Klasse.
Nach dem Krieg wurde er am 30. März 1817 zum Oberstleutnant und am 30. März 1824 zum Oberst befördert sowie am 15. September 1824 mit dem Roten Adlerorden III. Klasse ausgezeichnet. Vom 27. Oktober 1827 bis zum 3. Oktober 1829 fungierte Stockhausen als Militärgouverneur des Prinzen Albrecht von Preußen. Am 7. August 1830 erhielt er seinen Abschied als Generalmajor und wurde gleichzeitig zum Hofmarschall des Prinzen Albrecht ernannt. Am 25. September 1830 verlieh man ihm das Komturkreuz des Ordens vom Niederländischen Löwen. Am 15. Oktober 1840 erhielt Stockhausen noch den Charakter eines Generalleutnants. Er starb am 4. Juli 1843 in Neudeck.

### Familie

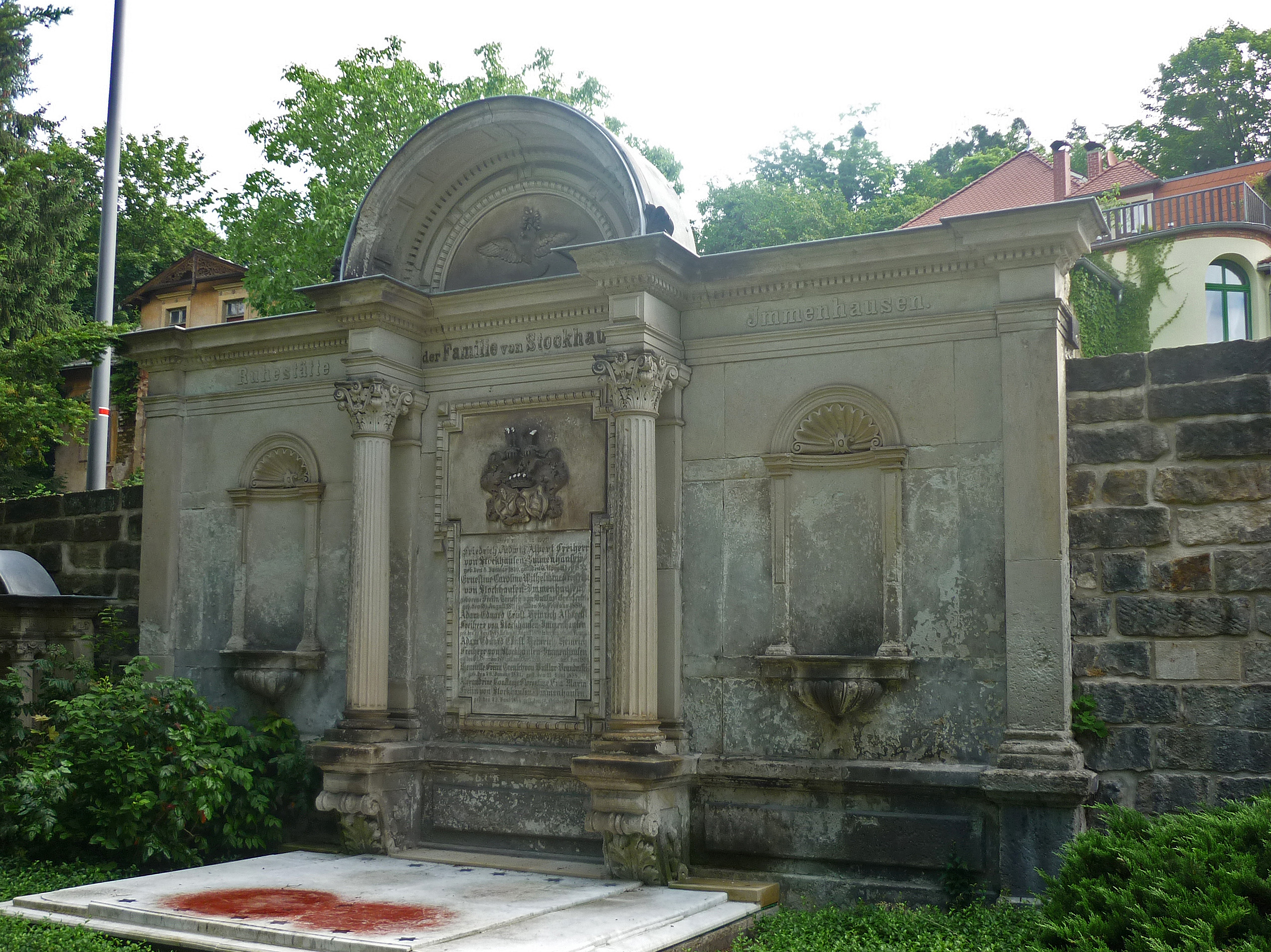
Grab von Friedrich Ludwig Albert von Stockhausen (1810–1858)

Stockhausen heiratete am 19. April 1797 in Stettin Henriette Karoline Marie Meyer (* 25. August 1777; † 13. November 1850). Aus der Ehe ging der spätere preußische Kammerherr Friedrich Ludwig Albert (* 5. Januar 1810; † 9. November 1858) hervor, der Ernestine Caroline Wilhelmine Treusch von Buttlar-Brandenfels (* 26. August 1811; † 24. Februar 1888) heiratete und Namensgeber der Villa Stockhausen (Lingnerschloss) in Dresden war.